# Гаибов, Мирза Гусейн
Мирза Гусейн Гаибов (азерб. Mirzə Hüseyn Əfəndi Qayıbov; Mirzə Hüseyn Qayıbzadə) — 5-й муфтий мусульман Кавказа с 1884 по 1917 годы, литературовед, публицист, и просветитель.

## Биография

### Ранние годы
Мирза Гусейн родился в 1830 году в семье муллы Юсуфа Гаибзаде в селе Ашагы-Салахлы нынешнего Газахского района. С детства осиротев, он рос под защитой своего дяди Ибрагима-эфенди, сельского муллы. Получив первое образование у учителя Мухаммада Мусазаде, наряду с религиозными науками Гусейн овладел арабским, персидским и турецким языками, а также узнал восточную литературу и историю. В возрасте 17 лет стал обучать других в сельской школе Салахлы.
По окончании учёбы работал учителем с 1847 по 1857 годы в родном селе, когда 25 июля 1857 года ему удалось устроиться на работу в трёхлетнее мусульманское духовное училище в Тифлисе к тогдашнему муфтию Кавказа Мухаммеду-эфенди, где в феврале 1858 года он начал преподавать здесь шариат и восточные языки. С 1879 по 1883 годы Мирза Гусейн работал в Закавказской учительской семинарии. Он подружился с Мирзой Фатали Ахундовым и Ильёй Чавчавадзе, видными интеллектуалами Кавказа, проживавшими в этот период в Тифлисе. Позже он дослужился до чина губернского секретаря со старшинством с 31 января 1864 года с жалованьем 1858 рублей.
В период Русско-турецкой войны (1877—1878) 16 февраля 1878 года он был отправлен в Эрзурум в распоряжение командира действующего корпуса генерал-адъютанта М. Лорис-Меликова для работы в качестве переводчика турецкого языка.

### Деятельность
Первый учитель арабского и персидского языков семинарии, он открыл на свои средства школу для бедняков в Тифлисе, а позже — в начале XX века расширил её и превратил в шестиклассную «муфтийскую исламскую школу». За свою карьеру до 1883 года он наградил стипендиями 43 азербайджанца.
В конце 1883 года он был освобождён от преподавательской деятельности и назначен муфтием Кавказа и проработал в этой должности до марта 1917 года. Кроме всего прочего, Мирза Гусейн выступил с инициативой обучения девочек в новых школах и разрешил своей жене Саадат участвовать в Благотворительном обществе азербайджанских женщин и своим дочерям Нигяр и Говхар обучаться русскому языку в Тифлисском институте для знатных девушек. Впоследствии Нигяр окончила этот институт в 1889 году, а Говхар в 1903 году, обе с золотыми медалями.

## Библиография

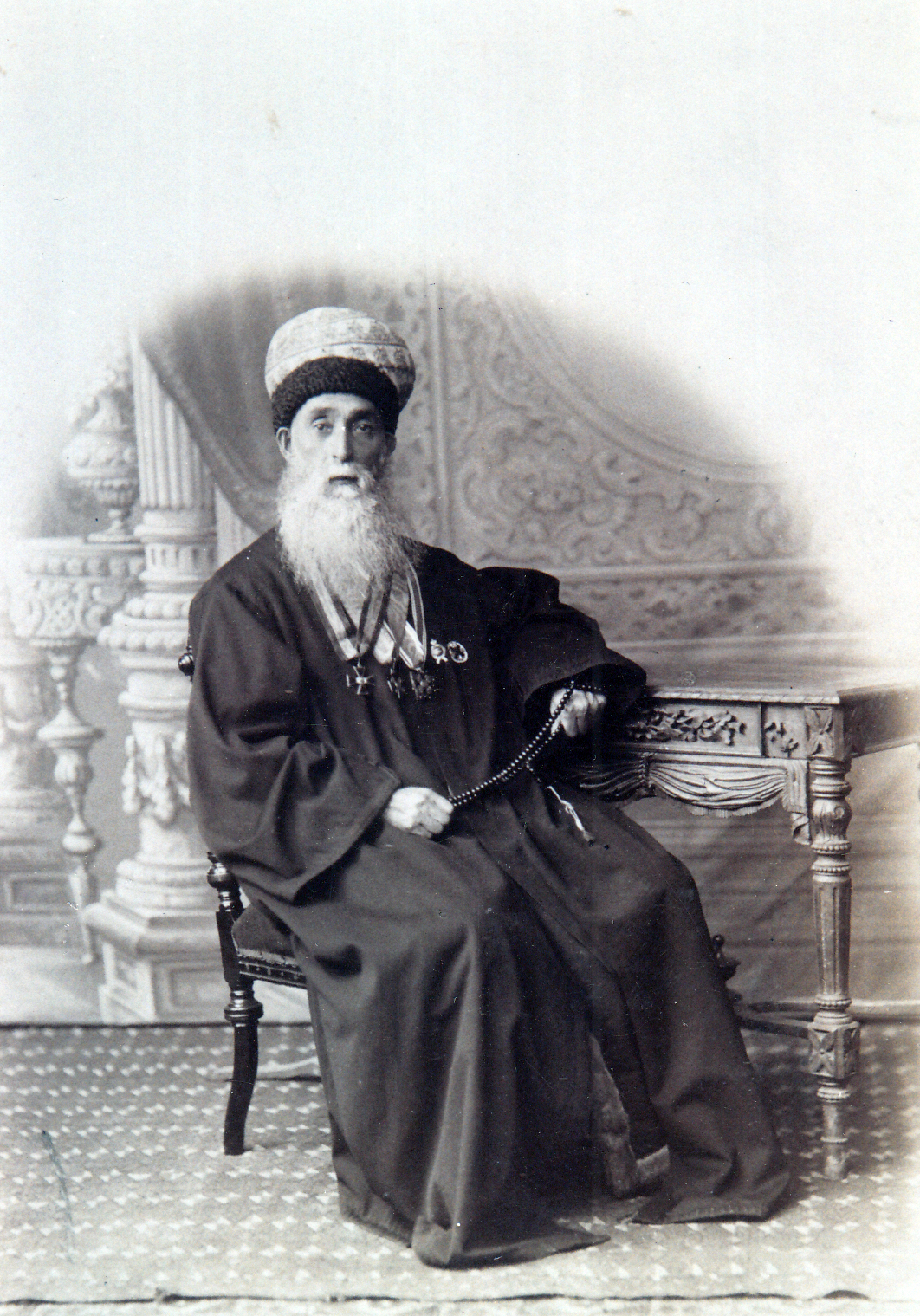
Мирза Гусейн Гаибов

## Смерть
Муфтий Мирза Гусейн Гаибов скончался в Тифлисе в марте 1917 года и похоронен там же. После его смерти Управление мусульман Кавказа утратило свои функции в связи с распадом Российской империи.

## О нём
По словам Али-Аги Шихлинского, он был «полностью свободен от националистических предрассудков. Любя свой народ, он не питал враждебности к другим. Как верующий мусульманин, он умел уважать чужую религию, имел друзей среди русского, грузинского и армянского духовенства».

## Семья
Мирза Гусейн был женат на Саадат ханум, дочери своего родственника Абдулкарима Гаибова, с которой у него было много детей:
- Надир-бек Гаибов (25 сентября 1874 — 6 января 1941) — женился на Хадидже Гаибовой. В 1893 году он окончил Тифлисскую классическую гимназию и поступил в Санкт-Петербургский институт инженеров-путей сообщения[9], но он бросил 2-й курс в 1894 году по болезни.
- Бахадир-бек Гаибов (22 октября 1878—1949) — женился на Варваре Минаевне.
- Нигяр Шихлинская (1878—1931) — первая азербайджанская сестра милосердия, вышла замуж за Дервиш-бека Палавандишвили, потом за Али-Агу Шихлинского[10].
- Джахангир-бек Гаибов (9 марта 1882—1938) — женился на Зибе ханум Каджар (20 июня 1889—1964), дочери Эмира Казым Мирзы Каджара.
- Говхар Усубова (8 мая 1885 — ?) — вышла замуж за Ибрагим-Агу Усубова в 1910 году.
  - Нигяр Усубова.

## Награды
- Орден Святой Анны 1-й (15 января 1909), 2-й и 3-й степени.
- Орден Святого Станислава для нехристиан — 1-й (27 июня 1896), 2-й (25 декабря 1875) и 3-й степени (5 января 1868).
- Орден Святого Владимира — 3-й (1 января 1887) и 4-й степени (1 января 1883).
- Медаль «В память русско-турецкой войны 1877—1878».
- Медаль Красного Креста (1878).
- Медаль «В память коронации императора Александра III» (1883).
- Серебряная медаль «В память коронации императора Николая II» (1896).
- Тёмно-бронзовая медаль за труды по всеобщей переписи населения 1897 года.
- Знак отличия «За безупречную службу» (22 августа 1898).
- Орден Льва и Солнца 2-й степени со звездой (18 мая 1900).